# Opatijska crkva Saint-Savin-sur-Gartempe
Romanička opatijska crkva Saint-Savin-sur-Gartempe, znana i kao “Sikstinska kapela romanike”, nalazi se u Saint-Savin-sur-Gartempe u francuskoj pokrajini Poitou-Charentes. Gradnju je započeo opat Odon Eudes II. (1023. – 1050.) sredinom 11. stoljeća i građevina je ostvarenje zrele romaničke arhitekture. U crkvi se nalaze mnoge zidne slike (murali) koji su izvanredno očuvani (osobito na svodu glavnog broda) i čine simbiozu arhitekture i slikarstva. Zbog toga je dospjela na UNESCOv popis mjesta svjetske baštine u Europi 1983. godine. 

## Povijest
Temelji prve crkve Svetog Savina potječu još od karloniških vremena. Kralj Ljudevit I. Pobožni je zatražio od opata Benoita iz Aniane da ju obnovi i uz nju osnuje benediktinski samostan. Ova opatija je postala tako prestižnom da su mnogi monasi odavde poslani u razne oblasti da uspostave nove opatije i samostane. U 11. stoljeću opatija je došla pod zaštitu grofova Poitoua. Aumode, grofica Poitoua, ponudila je oko godine 1010. veliku sumu novca koja je potakla monahe na izgradnju nove crkve. 
Samostanske zgrade su bile potpuno uništene u Tridesetogodišnjem ratu, te današnje zgrade potječu iz obnove benediktinskih svećenika iz Saint-Maura 1680. godine, koji su naravno obnovili ove zgrade u aktualnom stilu klasicističkog baroka.
U 19. stoljeću, Prosper Mérimée, spisatelj i državni inspektor za nacionalne spomenike, spasio je crkvene slike od propasti te pokrenuo brojne restauracije. Crkva je postala državnim spomenikom 1840. godine, a njena obnova još uvijek traje.

## Arhitektura
Ova trobrodna crkva je izgrađena u obliku upisanog latinskog križa čiji duži krak čini glavni brod (42 metara dužine) orijentiran prema svetom gradu Jeruzalemu s oltarom u apsidi oko koje je deambulatorij s pet poligonalnih apsidiola. Veličanstveni bačvasti svod ima visoke stupove s isklesanim reljefnim kapitelima. Eleganciju broda upotpunjavaju volumeni oltarskog kora. Osvijetljeni redom prozora, sastoje se od povišenog svetišta zbog kripte koja se nalazi ispod oltara. Kor je zatvoren s deset stupova dekoriranima imitacijom mramora (poput onoga u brodu) te čini homogeno jedinstvo arhitektonskih dijelova crkve.
Kraći krakovi crkve čine transept (izgrađen prije glavnog broda) dužine 31 metar, a gotovo podjednak visok kao glavni brod. Južni dio je kraći od sjevernog i sadrži 9 odjeljaka u smjeru oltarne apside, te se veže na klaustar samostana. Na sjecištu broda i transepta uzdiže se kraći crkveni toranj. Viši, gotički zvonik, izgrađen je u 14. stoljeću (te obnovljen u 19. st.) iznad portala, sastoji se od dugih stupova visokih preko 80 metara.
Ispod crkve je kripta Svetog Savina i Svetog Ciprijana koja je oslikana freskama iz njihovih života. 

## Zidne slike
Unutrašnjost je ukrašena zidnim slikama iz 12. i 13. stoljeća, oslikanima izravno na zid; tehnika koja je posrednik između freskoslikarstva i tempere. Korištene su zemljane boje: smeđa, oker žuta, oker crveni i zeleni, miješane s bijelom i crnom (i neki plavi pigment koji je u to vrijeme bio jako skup).
Svod središnjeg broda bio je idealan za prikaz scena iz Starog zavjeta. Monasi bili prinuđeni da dignu pogled kako bi ih vidjeli, što se smatralo religioznom gestom gledanja prema Nebesima i Bogu. 
Ikonografsko bogatstvo i raznolikost zidnih slika (murala) je očito, ali također i njihovo jedinstvo. Svaki dio ove samostanske crkve ima različit ciklus: na zidovima trijema su slike iz ciklusa Apokalipse, na galeriji su slike posvećene Muci i Uskrsnuću Krista, dok se na svodu nalazi pedesetak scena iz Genesisa i Egzodusa, prve dvije knjige Starog zavjeta. Svod predstavlja slikovnicu na visini višoj od 17 metara i na oko 460 četvornih metara, a kad bi sve slike povezali u niz, ona bi predstavljala vrpcu dugu 168 metara i visoku 2,5 metra. 
Slike u kripti prigodno prikazuju život mučenika i svetaca sv. Savina i sv. Ciprijana.

## Vanjske poveznice
- Ilustrirani opis crkve  Arhivirana inačica izvorne stranice od 27. listopada 2019. (Wayback Machine) (fr.)
- Službene stranice